# 欧特里沃 (约讷省)
欧特里沃（法語：Hauterive，法語發音：[otʁiv] ⓘ）是法国勃艮第-弗朗什-孔泰大区约讷省的一个市镇，属于欧塞尔区。

## 地理
欧特里沃（47°55'32"N, 3°35'57"E）面积9.56 平方千米，位于法国勃艮第-弗朗什-孔泰大區约讷省，该省份为法国中北部内陆省份，西接卢瓦雷省，西北接塞纳-马恩省，南至涅夫勒省，东临科多尔省，东北与奥布省接壤。
与欧特里沃接壤的市镇（或旧市镇、城区）包括：奥尔穆瓦、博蒙、埃里、蒙圣叙尔皮斯、塞涅莱。
欧特里沃的时区为UTC+01:00、UTC+02:00（夏令时）。

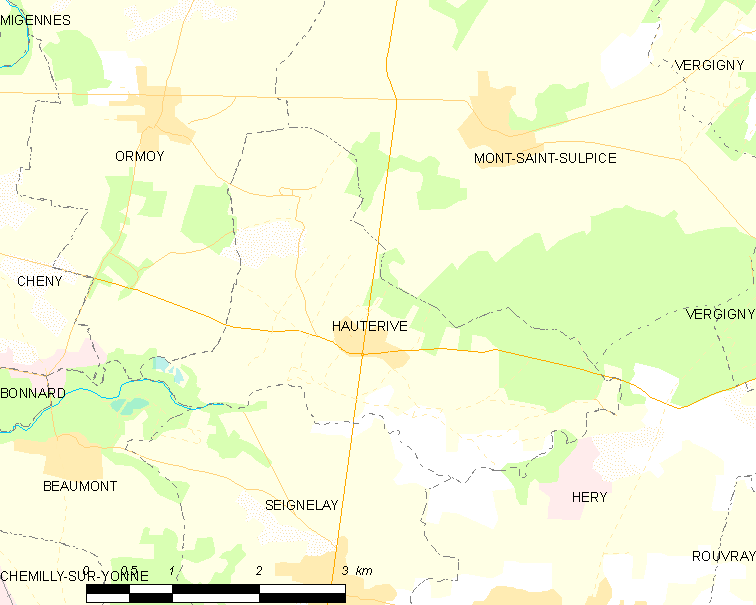
欧特里沃的OSM定位图

## 行政
欧特里沃的邮政编码为89250，INSEE市镇编码为89200。

## 政治
欧特里沃所属的省级选区为圣弗洛朗坦县。

## 人口

1962-2008年间欧特里沃人口变化图示

欧特里沃于2022年1月1日时的人口数量为393人。